# ラタ郡区
ラタ郡区 （ビルマ語: လသာ မြို့နယ်、英語: Latha Township）はミャンマー ヤンゴン市 ヤンゴン西部県にある郡区。郡区は10の小区（Ward）によって構成される。郡区の西はランマドー郡区、東はパベダン郡区、南はヤンゴン川とセイッカン郡区、北はダゴン郡区に接する。ラタ郡区には小学校3校、中学校1校、高等学校2校がある。ラタ郡区とランマドー郡区は中華街を形成している。

## 主な建築物
ヤンゴン市開発委員会が保全しているラタ郡区の建築学的重要な建物、建築物は以下の通り。
| 建築物                                    | 種類           | 所在地                                                  | 記 |
| ----------------------------------------- | -------------- | ------------------------------------------------------- | -- |
| ラタ第1基礎教育高等学校（BEHS）           | 学校           | シュエダゴン・パヤー通り 270                            |    |
| ラタ第2基礎教育高等学校                   | 学校           | ポーヂョーアウンサン通り 112                            |    |
| 仏教大布薩堂                              | 中国仏寺       | マハバンドゥラ通り 550                                  |    |
| チョリア・ダルガ・モスク                  | モスク         | 第29通り 239                                            |    |
| チョリア・ジャマー・モスク                | モスク         | ボースーンペット通り 114 （マハバンドゥラ通り角）       |    |
| 福建 慶福宮寺                             | 中国仏寺       | ストランド通り 426-432 （シンオーダン通り角）           |    |
| 観音古廟 (広東観音寺)                     | 中国仏寺       | マハバンドゥラ通り 668 （ラタ通り角）                   |    |
| ヤンゴン聖トリニティ大聖堂                | 教会           | ポーヂョーアウンサン通り 446                            |    |
| ジャイナ教寺院                            | ジャイナ教寺院 | 第29通り 76-78                                          |    |
| ユダヤ教シナゴーグ                        | シナゴーグ     | 第26通り 85                                             |    |
| 龍山堂寺                                  | 中華仏寺       | ナノーヤター通り 53-55                                  |    |
| マハペイン・ヒンドゥー寺院（Maha Peinne） | ヒンズー寺院   | 第24通り 149                                            |    |
| ムガール・シーア派モスク                  | モスク         | 第30通り 91                                             |    |
| ミャンマー国営デパート                    | 事務所         | ボースーンペット通り 19-43                              |    |
| ミャンマー経済銀行 第4支店                | 事務所         | マーチャント通り 625 （第30通り角）                     |    |
| ミャンマー石油ガス公社 (MOGE) 本社        | 事務所         | マーチャント通り 604-608                                |    |
| ミャンマー郵便通信公社 経理オフィス       | 事務所         | マハバンドゥラ通り 465-469                              |    |
| 聖ジョンカトリック教会                    | 教会           | ボースーンペット通り 368                                |    |
| スリ・カリマ・ヒンドゥー寺院              | ヒンズー寺院   | コンザダン通り 295                                      |    |
| スリ・カミチ・ヒンズー寺院                | ヒンズー寺院   | ポーヂョーアウンサン通り 375 （ボースーンペット通り角） |    |
| スリ・サタナラヤン・ヒンズー寺院          | ヒンズー寺院   | 第29通り 23                                             |    |
| ヤンゴン総合病院                          | 病院           | ポーヂョーアウンサン通り                                |    |